# Karny batalion
Karny batalion (ros. Штрафбат) – rosyjski miniserial telewizyjny z 2004 roku.

## Fabuła
Akcja toczy się w czasie II wojny światowej na froncie wschodnim. Treścią serialu są losy żołnierzy jednego z karnych batalionów Armii Czerwonej. Batalion jest złożony z tzw. „wrogów ludu”. W jego skład wchodzą przestępcy polityczni, dezerterzy oraz zwykli kryminaliści. Biorąc udział w najtrudniejszych i najbardziej niebezpiecznych misjach mają okazję zrehabilitować się za swoje prawdziwe lub zmyślone winy wobec Związku Radzieckiego.

## Obsada[1]
- Aleksiej Sieriebriakow,
- Lew Borisow,
- Jurij Stiepanow,
- Aleksandr Baszyrow,
- Aleksiej Żarkow,
- Andriej Smoliakow,
- Olga Kałasznikowa,
- Andriej Mierzlikin,
- Aleksiej Oszurkow,
- Wasilij Miszczenko,
- Roman Madianow,
- Jurij Szibanow,
- Pawieł Derewianko,
- Nicholas Machulsky,
- Anna Astaszkina,
- Eugene Bieriezowski